# Arent Weevers
Arent Weevers (Ede, 1958) is een Nederlands beeldend kunstenaar en theoloog.

## Biografie
Arent Weevers, Ede, 1 april 1958, woont en werkt in Hengelo, Nederland 
Weevers maakt video- en multimedia-installaties sinds 2000. Hij gebruikte als eerste in de wereld 3D-stereoscopische technieken in combinatie met high-speed camera's en is daarin nog steeds uniek.  
Hij studeerde HBO Maatschappelijk Werk in Haarlem en Theologie aan de Vrije Universiteit Amsterdam en de Universiteit van Leiden. 
Weevers werkte als curator van de internationale multimedia biënnale 'Moving Images, inspired video art' (2007 - 2017) en 'Art Stations of the Cross'  in 2024 in Hengelo (Ov) en in 2020 in Deventer met Anikó Ouweneel-Tóth. 
Arent Weevers exposeert in binnen- en buitenland, onder meer in Duitsland, Spanje, Argentinië, China en de Verenigde Staten. Zijn media-installaties zijn meermalen bekroond. 
Daarnaast werkte hij als studentenpastor aan de Saxion Hogescholen in Deventer en als predikant bij de Protestantse Gemeente in Hengelo (Overijssel).
Arent Weevers specialiseert zich in de relatie tussen religie, lichaam en beeldende kunst waar de paradox tussen kwetsbaarheid en levenskracht een rode draad is. 
Petran Kockelkoren (filosoof en emeritus hoogleraar Kunst en Technologie aan de Universiteit Twente, Enschede, Nederland) schreef over Weevers: “Keer op keer confronteert Weevers ons met lichamelijkheid en pijn, maar ook met de mogelijkheid tot verbinding in momenten van fysieke kwetsbaarheid. Zijn goedgevulde digitale herderstas zal hem ver brengen op zijn pad, niet alleen als kunstenaar, maar ook als gids voor nieuwe zintuiglijke oriëntaties.” (Bron: Sabrina Kamstra, Ad de Visser e.a., ‘Transcendence versus Embodied Media. The MediArt of Arent Weevers’, Meppel 2014). 

## Werken
- Traveling of the Heart, interactieve multimedia installatie, 5’24”, 2000
- Free Among The Dead, multimedia installatie voor acht monitoren, 6’58”, 2003, remake 2014
- Mary!, video installatie, 5’15”, 2009
- Lady Liberty, video installatie, 1’10”, 2009
- Josephine's Well, 3D stereoscopische video installatie, 3’37”, 2011
- Embrace Me, 3D stereoscopische video installatie, 1’46”, 2012
- Ecce Homo, 3D holografische installatie, 2’41”, 2015
- Well, 3D stereoscopische installatie, loop, 2017

- Triptych, video installatie, loop, 2019
- Once So Bright, Virtual Reality, 2025 (Coming soon)

## Tentoonstellingen
- Free Among the Dead - Lebuinuskerk, Deventer, 2025
- Travelling of the Heart - Sint-Jan-de-Doperkerk (Groot Begijnhof), Leuven, België, 2025
- Travelling of the Heart, Ecce Homo en Once So Bright (VR-try out) - Waterstaatskerk, Hengelo (OV), 2025
- Triptiek - Koppelkerk, Bredevoort, Nederland, 2024/2025
- Triptiek - De Westerse Kerk, Amsterdam, 2024
- Well 5.1 - Brandweer kazerne Centrum, Hengelo (Ov), 2024
- Embrace Me -  Galerie 'The Parsonage', Searsport, Maine, VS, 2024
- Triptiek - Museum Elburg (Kapel), Elburg, Nederland, 2023
- Ecce Homo - Kunstcentrum 'The Möllerwerf', Hengelo (Ov), 2022
- Mary!, Museum Weert, Weert, 2022
- Vulnerable Identity (met Danya Weevers), Schouwburg Hengelo, 2021
- Art Stations of the Cross, Grote of Lebuinuskerk Deventer, 2020
- Stations of the Cross, Singelkerk Amsterdam, 2019
- LOOP Art Fair, Almanac Barcelona, 2019
- LOOP Festival – Even Outer Space, NauArt Barcelona, 2019 (solo)
- The Taste of Art, GaleriaZero New York, 2018
- Liefde in de Vrijstad, Grote of Barbarakerk Culemborg, 2018
- BeamLab Presents!, Nieuw Dakota Amsterdam, 2018
- 3D Moving Images Festival – Space, Grote of Lebuinus- kerk Deventer, 2017
- IJsselbiënnale, Grote of Lebuinuskerk Deventer, 2017
- 3D Beyond Festival, ZKM (Center for Art and Media) Karlsruhe, 2016
- LOOP Festival – Faraway, So Close!, GaleriaZero Barcelona, 2016 (solo)
- Unpainted / Lab 3.0 / Mixed Munich Arts (MMA), Kesselhalle München, 2016
- 3D Film & Music Festival, Cines Verdi Barcelona, 2015 3D Beyond Festival, ZKM (Center for Art and Media) Karlsruhe, 2015
- Moving Images – on Tour / Transcendence versus Embodied Media, Martinikerk Groningen, 2015 (solo)
- Self Portraits – Inner Feelings, Venice Art House Gallery Venetië, 2015
- 5e Biënnale Moving Images – Ecce Homo, Grote of Lebuinuskerk Deventer, 2015
- Future Identities – Bodies. Places. Spaces, Laura Haber Gallery Buenos Aires, 2015
- Museumnacht en Allerzielen, Oude Kerk Amsterdam, 2014
- Moving Images – on Tour / Transcendence versus Embodied Media, Hooglandse Kerk Leiden, 2014 (solo)
- Moving Images – on Tour / Transcendence versus Embodied Media, Janskerk Utrecht, 2014 (solo)
- Observance of Faith, Oude Kerk Amsterdam, 2014
- Unpainted / Lab 3.0 / Media Art Fair, Postpalast München, 2014
- Hidden Rooms – Identities. Cities. Memories, Palazzo Ca’Zanardi Venetië, 2014
- 4e Biënnale Moving Images – MediAtation, Grote of Lebuinuskerk Deventer, 2013
- Private view, Nieuw Dakota Amsterdam, 2013 (solo)
- GZ-Art Basel, Saalbau Rhypark am Rhein Basel, 2012 Cinedans, Melkwegtheater Amsterdam, 2011
- 3e Biënnale Moving Images – Inspired Video Art, Grote of Lebuinuskerk Deventer, 2011
- NewYork International Independent Film & Video Festival, Culver Plaza Theatre Los Angeles, 2010
- NewYork International Independent Film & Video Festival, Village East Cinema New York, 2010
- To be there, Gilbert Gallery, New York, 2009
- 2e Biënnale Moving Images – Bijbels bezielde videokunst, Grote of Lebuinuskerk Deventer, 2009
- Behind the Forms, Chelsea Gallery London, 2009
- From Different Continents, Art Gallery Indiana University Kokomo, 2009
- New York New York, Icosahedron Gallery New York, 2008 Summer 2008, GaleriaZero Barcelona, 2008
- Art Beijing – Contemporary Art Fair, Pickled Art Centre Beijing, 2008
- Multimedia Vesper – Op de grens van donker en licht, Grote of Lebuinuskerk Deventer, 2008
- Biënnale Moving Images – Geloof, hoop & liefde, Grote of Lebuinuskerk Deventer, 2007
- Art Section Quanzhou, University Quanzhou, China, 2006 Editie 2005,
- Beeldenpark Anningahof Zwolle, 2005
- Art Meeting, Art Gallery University Xiamen, China, 2005
- Zero Art Gallery Berlijn, 2005
- Summer 2004, GaleriaZero Barcelona, 2004
- Phainoo, Rabotheater Hengelo, 2003
- Phainoo, Oude Blasiuskerk, Delden 2003
- Next Flow, X-flow Hengelo, 2003
- Travelling of the Heart, Theater Pompoen Amsterdam, 2002
- Nederlandse Dansdagen, Beeldende Kunst Centrum Marres Maastricht, 2001
- Travelling of the Heart, Vrijhof University Twente Enschede, 2000

## Prijzen
Best International Video Art Short Award voor Mary! – New York International Independent Film & Video Festival New York, 2010
Highlight of new media art voor Embrace Me – Unpainted, media art fair München, 2014
Best Mention Award voor Josephine’s Well – 3D Film & Music Festival Barcelona, 2015

## Publicaties
- Arent Weevers, Spiritualiteit bij Bill Viola. Inleiding mystieke invloed op zijn videokunst, Enschede 2004
- Arent Weevers, Bewogen Beelden. Bijbels bezielde videokunst, Meppel 2009
- Arent Weevers, Spir!t, the way of inspiration, Meppel 2015
- Arent Weevers, Spir!t, de weg van bezieling, Meppel 2013
- Arent Weevers, Mijmeringen. Over kunst, lichaam en religie. Multimedia-installaties 2000 - 2021, Eindhoven 2021
- Arent Weevers, Musings. About art, body and religion. Mulitimedia Installations 2000 - 2021, Eindhoven 2022

## TEDX
Let the 3D video tell the story, TedX-talk Arent Weevers, Saxion Hogeschool, Wilminktheater Enschede, 2015 